# Agriocnemis clauseni
Agriocnemis clauseni là một loài chuồn chuồn kim trong họ Coenagrionidae.
Loài này được xếp vào nhóm Loài ít quan tâm trong sách Đỏ của IUCN năm 2010.
Agriocnemis clauseni được Fraser miêu tả khoa học năm 1922.